# NGC 4559
Az NGC 4559 (más néven Caldwell 36) egy spirálgalaxis a Coma Berenices (Bereniké haja) csillagképben.

## Felfedezése
A galaxist William Herschel fedezte fel 1785. április 11-én.

## Tudományos adatok
A galaxis 816 km/s sebességgel távolodik tőlünk.